# Carlemanniaceae
Classification APG III (2009)
Famille
Les Carlemanniaceae (ou Carlemanniacées) sont une famille de plantes à fleurs dicotylédones de l'ordre des Lamiales. Ce sont des arbustes ou des plantes herbacées pérennes des régions tropicales d'Asie du Sud-Est.

## Étymologie
Le nom vient du genre type Carlemannia, nommée par George Bentham en hommage au botaniste britannique Charles Morgan Lemann (en) (1806–1852), qui étudia la flore de Gibraltar et de l'île de Madère.

## Classification
En classification classique de Cronquist (1981), ces végétaux étaient classés dans la famille des Caprifoliaceae.
En classification phylogénétique APG (1998) elle était placée à la base des Euasterids II.
La classification phylogénétique APG III (2009) la situe dans l'ordre des Lamiales, et y reconnait 3 à 5 espèces réparties en 2 genres : Carlemannia (en) et Silvianthus (en).

## Liste des genres
Selon Angiosperm Phylogeny Website (6 Jul 2010), NCBI (6 Jul 2010) et DELTA Angio (6 Jul 2010) :
- Carlemannia (en) Benth.
- Silvianthus (en) Hook.f.

## Liste des espèces
Selon NCBI (6 Jul 2010) :
- genre Carlemannia
  - Carlemannia griffithii
  - Carlemannia tetragona
- genre Silvianthus
  - Silvianthus bracteatus